# Rémi Bertrand
Pour les articles homonymes, voir Bertrand.
 (février 2025).
Si vous disposez d'ouvrages ou d'articles de référence ou si vous connaissez des sites web de qualité traitant du thème abordé ici, merci de compléter l'article en donnant les références utiles à sa vérifiabilité et en les liant à la section « Notes et références ».
Rémi Bertrand, né à Charleroi le 15 janvier 1982, est un écrivain belge de langue française.

## Biographie
Rémi Bertrand est l’auteur de romans (La Mandarine blanche, Coxyde) et d’ouvrages ludiques sur la langue française qui ont rencontré un large public (Un bouquin n’est pas un livre et Un mot pour un autre, parus dans la collection « Le goût des mots » aux Éditions Points). Il a également consacré un essai à l’œuvre de Philippe Delerm.
On lui doit À la gare comme à la guerre !, une saynète satirique publiée à l’occasion des dix ans de chantier de la gare de Mons.
En 2025, Poil de Cul roux, roman d’enquête et d’introspection, brouille les genres et bouscule les idées reçues sur la rousseur et sur l’œuvre de Jules Renard[réf. nécessaire].
Il a créé avec son épouse les siestes acoustiques de Maison rouge, qui font la part belle aux artistes de la scène musicale belge dans le cadre d’un concept store atypique.
Il s'attache par ailleurs à revaloriser l'œuvre, essentiellement théâtrale, de Franz Michaux, avec la famille de l'auteur.
Il est coordinateur éditorial (De Boeck, Van In) et éditeur (Edern).

### Romans et essais
- 2005 : Philippe Delerm et le minimalisme positif, essai, Éditions du Rocher
- 2005 : La Mandarine blanche, roman, Éditions du Rocher
- 2006 : Un bouquin n'est pas un livre : les nuances des synonymes, essai, Éditions Points ; réédition 2016
- 2006 : Coxyde, roman, Éditions Le Somnambule équivoque
- 2009 : Un mot pour un autre : les pièges des paronymes, essai, Éditions Points (Prix Charles Plisnier 2010)
- 2025 : Poil de Cul roux, roman, Éditions Edern

### Nouvelles
- 2001 : « Le Gant », dans Le Gant et autres nouvelles, préface de Vincent Engel, Louvain-la-Neuve, CIACO
- 2004 : « Le Trou », dans [ON] n°3, Lyon
- 2006 : Le Beffroi de mon jardin, Ville de Mons ; réédition dans Des nouvelles de Mons, collectif, Éditions Luce Wilquin, 2010
- 2007 : Désordre intérieur, Agence Universitaire de la Francophonie
- 2007 : « 24 secondes par image », dans La Province ; réédition en volume (n°55), collection « Opuscule », Éditions Lamiroy, 2018
- 2014 : « Au pied du "Mur" », dans Romanistes & romanciers : actes du colloque organisé par l’Association des Romanistes ULg / Bruxelles, Palais des Académies, 10 mars 2012, collectif, Éditions de la Province de Liège
- 2014 : « Timbré », dans Dis-moi dix mots… à la folie, dans le cadre de « La langue française en fête », Délégation générale à la langue française et aux langues de France

### Théâtre
- 2024 : À la gare comme à la guerre !, préface de Hugues Chamart, Audace (saynète du festival de théâtre en rue « Mons Passé Présent » 2014)

## Distinctions
- 2008 : Prix Émile Poumon (décerné par l'Association Royale des Écrivains de Wallonie)
- 2010 : Prix Charles Plisnier (pour Un mot pour un autre, décerné par la Province de Hainaut)

## Édition
- 2024 : Bertrand Misonne, Le Nouveau Michel H., roman, Éditions Edern
- 2024 : François Salmon, Merci pour la tendresse, roman, Éditions Edern